# Dwór Zieleniewskich w Trzebini
Dwór Zieleniewskich – istniejący od XIII w. (obecny kształt od XVIII w.) dwór znajdujący się w Trzebini, w woj. małopolskim, w powiecie chrzanowskim. Nazwa dworu pochodzi od nazwiska rodziny Zieleniewskich – Pauliny i Zbigniewa, ostatnich właścicieli zarówno dworu, jak i kopalni węgla w Trzebini. Współcześnie jego właścicielem jest Gmina Trzebinia, która prowadzi w nim działalność kulturalną i hotelową.

## Historia
Historia dworu w Trzebini sięga XIII w. Pierwszymi właścicielami była rodzina Karwacjanów. Na przestrzeni wieków zmieniali się właściciele i sam obiekt. Obecny kształt został nadany w XVIII w. Jest to budynek częściowo podpiwniczony z charakterystycznym łamanym dachem polskim. Od frontu zwieńczono go czterokolumnowym portykiem.
Dwór nie remontowany, z czasem zaczął podupadać, podobnie jak inne tego typu obiekty w Polsce. Przez długie lata znajdowała się w nim siedziba Nadleśnictwa Chrzanów, później sklep meblowy. W 1971 dwór Zieleniewskich wraz z otaczającym go parkiem został wpisany w rejestr zabytków przez Wojewódzkiego Konserwatora Zabytków w Krakowie.
W 1983 dwór został odkupiony przez Skarb Państwa od pełnomocnika ostatniego członka rodziny Zieleniewskich – Zbigniewa Zieleniewskiego. Od połowy 1991 dwór przeszedł na własność gminy Trzebinia. Inicjatorem odbudowy dworu był Społeczny Komitet Renowacji Dworu Zieleniewskich. Odbudowa, ukończona w 1996, przyniosła pewne zmiany architektoniczne. Od strony wschodniej dobudowano taras, natomiast na poddaszu usytuowano pokoje hotelowe.

## Dwór Zieleniewskich jako instytucja kultury
Utworzona w odbudowanym dworze instytucja kultury organizuje koncerty, recitale gwiazd estrady, wystawy, warsztaty plastyczne, spotkania z ciekawymi ludźmi. W murach dworu gościli między innymi: Danuta Rinn, Grzegorz Turnau, Jan Nowicki, Paweł Albiński, Anna Maria Jopek, Magda Umer, Cezary Pazura, Janusz Olejniczak, Justyna Steczkowska, Stanisław Sojka. Dwór Zieleniewskich od stycznia 2008 jest członkiem Małopolskiego Forum Kultury.